# موجو (نمایش‌نامه)
موجو (به انگلیسی: Mojo) نمایشنامه‌ای است که در سال ۱۹۹۵ (سپس فیلم بلند بعدی ۱۹۹۷) نوشته شده توسط نمایشنامه‌نویس انگلیسی، جز باترورث، به کارگردانی ایان ریکسون در تئاتر رویال کورت به نمایش درآمد.
نمایشنامه موجو یک کمدی سیاه در سوهو است، یک طرح گانگستری سریع که داستان فرهنگ این کلوپ شبانه خاص را روایت می‌کند. «سیلور جانی» ستاره بالقوه راک اند رول در تابستان ۱۹۵۸ در مسیر شهرت و ثروت است، اما با مدیر حسود خود ازرا، مالک باشگاه آتلانتیک، که در جهنم است، با مشکلاتی روبرو می‌شود. محافظت از او در برابر پیشرفت‌های عاشقانه گانگستر/کارآفرین محلی وحشتناک سم راس. اسکینی، یکی از اعضای گروه جانی، و یکی از کارمندان کلوپ پیل‌پاپینگ متوجه می‌شود که ازرا در سطل‌های زباله جداگانه از وسط اره شده است و میکی، همکار جاه‌طلب ازرا، اعلام می‌کند که راس قصد دارد باشگاه آتلانتیک را تصاحب کند.